# Софи Домье
Софи Домье, урождённая Элизабет Хьюгон (фр. Sophie Daumier; 24 ноября 1934, Булонь-сюр-Мер, О-де-Франс — 31 декабря 2003, Париж) — французская актриса
 театра и кино, писательница.

## Биография
Дочь композитора Жоржа Хьюгона. Изучала классический танец в студии при театре Шатле в Париже.
Брала уроки драматического искусства. В 16 лет под сценическим псевдонимом «Бетти Хьюгон» с кордебалетом, состоящим из двенадцати девушек, отправилась в длительное турне по Германии, исполняла французский канкан.
Дебютировала в кино в 1955 году. За свою карьеру снялась в около 30 фильмах. На театральной сцене начала выступать в 1957 году.
В начале 1960 -х годов у неё был роман с британским рок-музыкантом Винсом Тейлором.
С 1965 по 1977 год была замужем за актёром Гаем Бедосом. В 1977 году у пары родилась дочь Мелани. Брак закончился разводом.
Издала книгу воспоминаний «Parle à mon cœur, ma tête est malade».
Умерла в Париже от болезни Гентингтона 31 декабря 2003 года. Похоронена на кладбище Пер-Лашез.

## Избранная фильмография
- Пешком, верхом и на машине – Маргерит Мартен  (1957)
- Амели, или Время любить – Эммануэль  (1961)
- Цепная реакция – Соланж (1963)
- Драже с перцем – Джекки (1963)
- Прекрасным летним утром –  Моник, сестра Франсиса (1965)
- За несколько дополнительных долларов – Конни Брэссфулл (1966)
- Простая история – Эстер (1978)